# アフラマックス

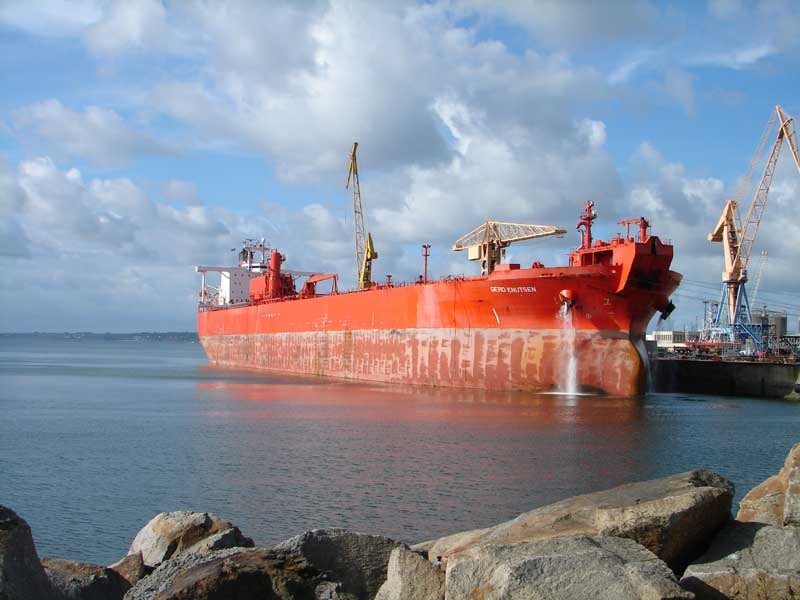
フランス・ブレストの岸壁にいるアフラマックスタンカー「Gerd Knutsen」

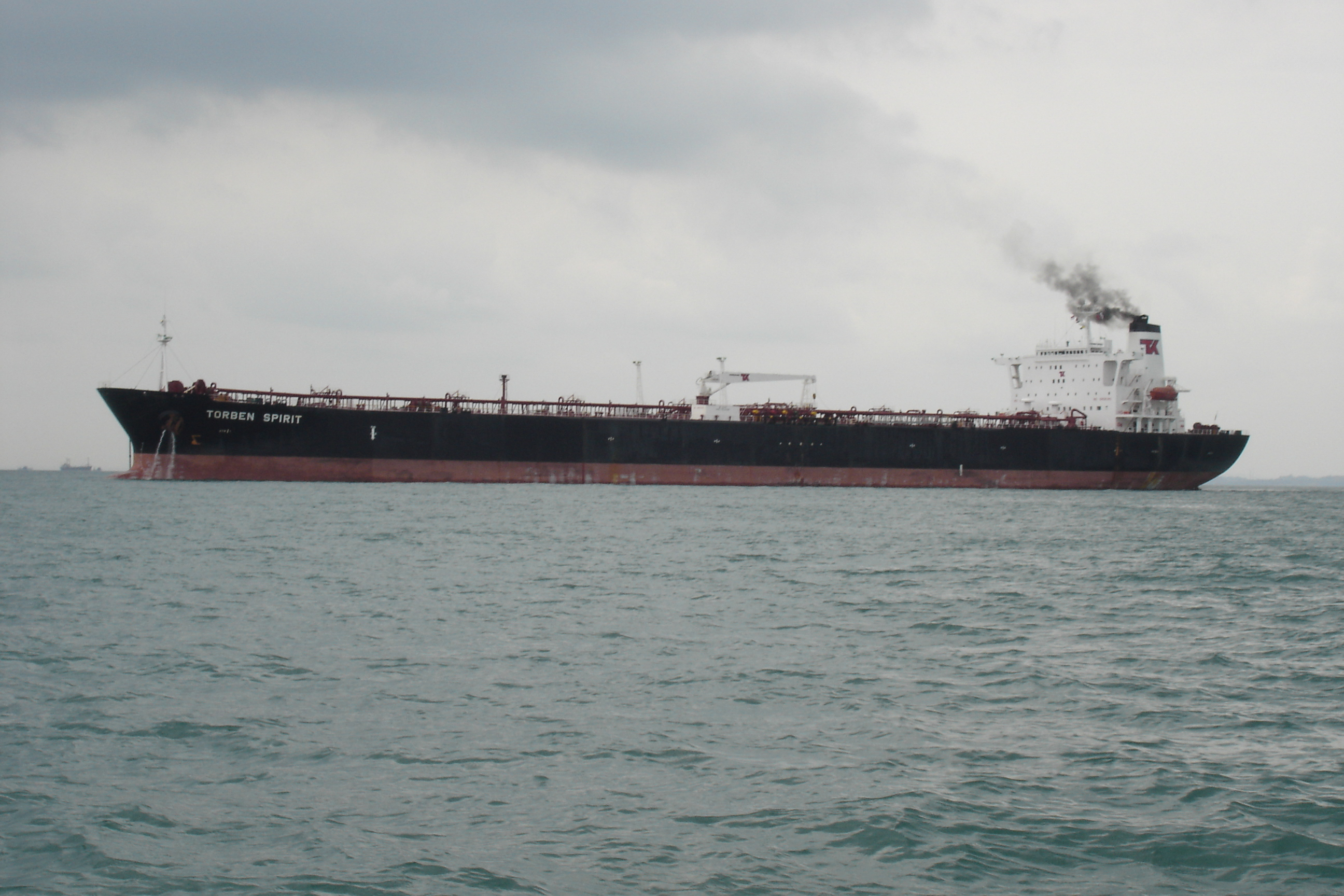
シンガポールの泊地に停泊中のアフラマックスタンカー「Torben Spirit」

アフラマックス（英語: Aframax）は、載貨重量トンが80,000 - 120,000 トンの範囲にある石油タンカーを指す言葉である。黒海、北海、カリブ海、東シナ海、南シナ海、地中海などで広く用いられている。石油輸出国機構 (OPEC) 非加盟であるような石油輸出国は、石油を輸出するために用いている港や運河が小さくてより大型のVLCCやULCCを使うことができないため、アフラマックスタンカーを使わなければならないことがある。この言葉はAverage Freight Rate Assessment (AFRA) という運賃指標に由来している。